# Vince Matthews
Vincent »Vince« Edward Matthews, ameriški atlet, * 16. december 1947, Queens, New York, ZDA.
Matthews je v svoji karieri nastopil na poletnih olimpijskih igrah v letih 1968 v Ciudad de Méxicu in 1972 v Münchnu. Na igrah leta 1968 je osvojil naslov olimpijskega prvaka v štafeti 4x400 m, leta 1972 pa v teku na 400 m. Na panameriških igrah leta 1967 v Winnipegu je zmagal v teku na 400 m in štafeti 4x400 m.